# Episode II - The Remix Edition
Episode II - The Remix Edition es el octavo álbum del dúo danés de música electrónica Safri Duo. Esta versión cuenta con un CD extra de remixes y un nuevo sencillo llamado Sweet Freedom.

## Lista de canciones
CD 1

| Episode II - The Remix Edition |                                  |                     |          |  |
| N.º                            | Título                           | Escritor(es)        | Duración |  |
| 1.                             | «Played-A-Live (The Bongo Song)» | Safri Duo, Parsberg | 6:45     |  |
| 2.                             | «Snakefood»                      | Safri Duo, Parsberg | 6:04     |  |
| 3.                             | «A-Gusta»                        | Safri Duo           | 5:38     |  |
| 4.                             | «Samb-Adagio»                    | Safri Duo           | 5:57     |  |
| 5.                             | «Everything»                     | Safri Duo           | 6:01     |  |
| 6.                             | «Everything Epilogue»            | Safri Duo           | 2:36     |  |
| 7.                             | «Sweet Freedom»                  | Temperton           | 3:23     |  |
| 8.                             | «Crazy Benny»                    | Safri Duo, Parsberg | 5:32     |  |
| 9.                             | «Baya Baya»                      | Safri Duo           | 5:25     |  |
| 10.                            | «Adagio»                         | Safri Duo, Parsberg | 5:13     |  |

CD 2

| Episode II - The Remix Edition |                                         |                     |          |  |
| N.º                            | Título                                  | Escritor(es)        | Duración |  |
| 1.                             | «Sweet Freedom» (Extended Club Version) | Temperton           | 5:12     |  |
| 2.                             | «Played-A-Live» (Darude vs JS16)        | Safri Duo, Parsberg | 7:30     |  |
| 3.                             | «Played-A-Live» (Airscape)              | Safri Duo, Parsberg | 6:57     |  |
| 4.                             | «Played-A-Live» (Spanish Fly)           | Safri Duo, Parsberg | 9:35     |  |
| 5.                             | «Samb-Adagio» (Cosmic Gate)             | Safri Duo, Parsberg | 7:42     |  |
| 6.                             | «Samb-Adagio» (Riva)                    | Safri Duo, Parsberg | 7:27     |  |
| 7.                             | «Baya Baya» (atfc Dawn Vocal)           | Safri Duo           | 8:16     |  |
| 8.                             | «Baya Baya» (Future Breeze)             | Safri Duo           | 8:49     |  |
| 9.                             | «Everything» (DJ Aslee Deep Dub Edit)   | Safri Duo           | 7:19     |  |
| 121:21                         |                                         |                     |          |  |

## Personal
- Tanja Birkelund - Violin
- Tine Bjerregaard - Voz
- Markus Boehme - Productor, Mezclador
- Lisa Brown - Producción, Coordinación
- Cosmic Gate - Productor, Mezclador
- Lars Danielsson - Bajo
- Darude - Productor, Mezclador
- Tobias Durholm	- Violin
- Jan Eliasson - Masterización
- Nellie Ettison	- Voz
- Johan Gielen - Productor, Mezclador
- Henrik Gregersen - Coordinador de Proyecto, A&R
- Aydin Hasirci - Productor, Mezclador
- Js16 - Productor, Mezclador
- John Leonardo Lepore - Productor, Mezclador
- Michael MacDonald - Voz
- Riva	 Producer - Mezclador
- Safri Duo - Percusión, Arreglos, Teclados, Marimba, Efectos de Sonido, Productor, Ingeniero, Mezclador
- Søren Solkær - Fotografía
- Jakob Tranberg - Dirección de Arte
- Chuck Turner - Ingeniero
- Grady Walker -	Ingeniero
- Jane Winther -	 Ingeniero
- Kenji Yoshino - Ingeniero

- Datos: Q5834886